# Ste Hay
Steven "Ste" Hay (apellido de soltero: McQueen) es un personaje ficticio de la serie de televisión británica Hollyoaks, interpretado por el actor Kieron Richardson desde el 17 de febrero del 2006, hasta ahora.

## Antecedentes
Ste fue criado por su madre alcohólica Pauline Hay y su abusivo padrastro Terry Hay y nunca tuvo contacto con su padre biológico, regularmente Ste era golpeado por Terry y su madre Pauline lo defendía lo que ocasionó que eventualmente Ste tuviera resentimiento en contra de su madre.

## Biografía
En el 2010 su novia Rae Wilson 
perdió al bebé que estaba esperando con él, poco después la relación terminó cuando Rae descubrió que a Ste le gustaban los hombres.
En noviembre del 2012 Ste fue atropellado por Maddy Morrison luego de que esta tratara de no golpear a su hija, Leah Barnes quien se encontraba en la calle. Esto dejó a Ste en coma por unos meses.